# 14+ : Suite
Série
14 ans, premier amour
(2015)
Pour plus de détails, voir Fiche technique et Distribution.
14+ : Suite (14+: Продолжение) est un film russe réalisé par Andreï Zaïtsev, sorti en 2023. C'est la suite du film 14 ans, premier amour sorti en 2015.

## Fiche technique
Sauf indication contraire, les informations mentionnées dans cette section peuvent être confirmées par la base de données cinématographiques IMDb,  présente dans la section « Liens externes ».
- Titre original : 14+: Продолжение
- Titre français : 14+ : Suite[1]
- Réalisation et scénario : Andreï Zaïtsev
- Costumes : Anna Sokolova
- Photographie : Irina Uralskaya
- Pays d'origine : Russie
- Format : Couleurs
- Genre : drame
- Durée : 133 minutes
- Date de sortie : 2023

## Distribution
- Gleb Kalyuzhnyy : Lyosha
- Ulyana Vaskovich : Vika
- Olga Ozollapinya : mère de Lyosha
- Sergey Pinchuk : père de Lyosha
- Polina Gukhman : Nastya
- Daniil Pikula : Vityok